# Jochampat Carmen Grande
Jochampat Carmen Grande är en ort i Mexiko.   Den ligger i kommunen Simojovel och delstaten Chiapas, i den sydöstra delen av landet, 700 km öster om huvudstaden Mexico City. Jochampat Carmen Grande ligger 288 meter över havet och antalet invånare är 395.
Terrängen runt Jochampat Carmen Grande är kuperad åt sydväst, men åt nordost är den bergig. Jochampat Carmen Grande ligger nere i en dal. Runt Jochampat Carmen Grande är det ganska glesbefolkat, med 45 invånare per kvadratkilometer. Närmaste större samhälle är Simojovel de Allende, 12,1 km väster om Jochampat Carmen Grande. I omgivningarna runt Jochampat Carmen Grande växer huvudsakligen savannskog.